# 九华蒲儿根
九华蒲儿根（学名：Sinosenecio jiuhuashanicus）是菊科蒲儿根属的植物，为中国的特有植物。分布在中国大陆的安徽、江西等地，生长于海拔1,200米的地区，常生长在山沟水边及阴湿岩石缝隙中，目前尚未由人工引种栽培。